# Álvaro Medrano
Álvaro Eduardo Medrano Chuchuca (Callao, Perú, 23 de octubre de 1995) es un futbolista profesional peruano. Juega como delantero y su equipo actual es Unión Comercio de la Liga 2 de Perú.

## Estadísticas

### Clubes
| Club                       | Div.          | Temporada     | Liga  | Liga  | Liga   | Copas nacionales | Copas nacionales | Copas nacionales | Torneos internacionales | Torneos internacionales | Torneos internacionales | Total | Total | Total  |
| Club                       | Div.          | Temporada     | Part. | Goles | Asist. | Part.            | Goles            | Asist.           | Part.                   | Goles                   | Asist.                  | Part. | Goles | Asist. |
| -------------------------- | ------------- | ------------- | ----- | ----- | ------ | ---------------- | ---------------- | ---------------- | ----------------------- | ----------------------- | ----------------------- | ----- | ----- | ------ |
| Juan Aurich · Perú         | 1.ª           | 2013          | 4     | 0     | 0      | —                | —                | —                | —                       | —                       | —                       | 4     | 0     | 0      |
| Juan Aurich · Perú         | 1.ª           | 2014          | 2     | 0     | 0      | —                | —                | —                | —                       | —                       | —                       | 2     | 0     | 0      |
| Juan Aurich · Perú         | 1.ª           | 2015          | 21    | 7     | 4      | 3                | 0                | 0                | —                       | —                       | —                       | 24    | 7     | 4      |
| Juan Aurich · Perú         | 1.ª           | 2016          | 37    | 5     | 2      | —                | —                | —                | —                       | —                       | —                       | 37    | 5     | 2      |
| Juan Aurich · Perú         | 1.ª           | 2017          | 12    | 1     | 1      | —                | —                | —                | —                       | —                       | —                       | 12    | 1     | 1      |
| Juan Aurich · Perú         | Total club    | Total club    | 76    | 13    | 6      | 3                | 0                | 0                | 0                       | 0                       | 0                       | 79    | 13    | 6      |
| Deportivo Municipal · Perú | 1.ª           | 2017          | 1     | 0     | 0      | 11               | 0                | 1                | 1                       | 0                       | 0                       | 13    | 0     | 1      |
| Deportivo Municipal · Perú | Total club    | Total club    | 1     | 0     | 0      | 11               | 0                | 1                | 1                       | 0                       | 0                       | 13    | 0     | 1      |
| Univ. César Vallejo · Perú | 2.ª           | 2018          | 24    | 4     | 4      | —                | —                | —                | —                       | —                       | —                       | 24    | 4     | 4      |
| Univ. César Vallejo · Perú | 1.ª           | 2019          | 4     | 0     | 1      | 2                | 0                | 0                | —                       | —                       | —                       | 6     | 0     | 1      |
| Univ. César Vallejo · Perú | Total club    | Total club    | 28    | 4     | 5      | 2                | 0                | 0                | 0                       | 0                       | 0                       | 30    | 4     | 5      |
| Carlos Stein · Perú        | 1.ª           | 2020          | 17    | 1     | 2      | —                | —                | —                | —                       | —                       | —                       | 17    | 1     | 2      |
| Carlos Stein · Perú        | Total club    | Total club    | 17    | 1     | 2      | 0                | 0                | 0                | 0                       | 0                       | 0                       | 17    | 1     | 2      |
| Santos F.C. · Perú         | 2.ª           | 2021          | 19    | 3     | 0      | —                | —                | —                | —                       | —                       | —                       | 19    | 3     | 0      |
| Santos F.C. · Perú         | Total club    | Total club    | 19    | 3     | 0      | 0                | 0                | 0                | 0                       | 0                       | 0                       | 19    | 3     | 0      |
| Unión Comercio · Perú      | 2.ª           | 2022          | 23    | 7     | 3      | —                | —                | —                | —                       | —                       | —                       | 23    | 7     | 3      |
| Unión Comercio · Perú      | Total club    | Total club    | 23    | 7     | 3      | 0                | 0                | 0                | 0                       | 0                       | 0                       | 23    | 7     | 3      |
| A. D. Cantolao · Perú      | 1.ª           | 2023          | 13    | 0     | 1      | —                | —                | —                | —                       | —                       | —                       | 13    | 0     | 1      |
| A. D. Cantolao · Perú      | Total club    | Total club    | 13    | 0     | 1      | 0                | 0                | 0                | 0                       | 0                       | 0                       | 13    | 0     | 1      |
| Total carrera              | Total carrera | Total carrera | 179   | 28    | 17     | 14               | 0                | 0                | 1                       | 0                       | 0                       | 194   | 28    | 17     |
| 1. 2. 3.                   |               |               |       |       |        |                  |                  |                  |                         |                         |                         |       |       |        |